# Hans Walzhofer
Hans Walzhofer (23 de març de 1906 - ?) fou un futbolista austríac de la dècada de 1930.
Fou internacional amb Àustria, amb la qual participà en la Copa del Món de 1934. Pel que fa a clubs, fou jugador de Jedlersdorfer SC, Floridsdorfer Athletiksport-Club, Wiener AC, i Sportclub Wacker.